# Лари (Пиза)
Лари (итал. Lari) је насеље у Италији у округу Пиза, региону Тоскана.
Према процени из 2011. у насељу је живело 1033 становника. Насеље се налази на надморској висини од 128 м.

## Становништво
| 1936. | 1951. | 1961. | 1971. | 1981. | 1991. | 2001. | 2011. |
| ----- | ----- | ----- | ----- | ----- | ----- | ----- | ----- |
| 8.670 | 8.512 | 7.716 | 7.149 | 7.311 | 7.855 | 8.083 | 8.738 |